# 34823 Lillipetersen
34823 Lillipetersen este o planetă minoră (asteroid), cu un diametru de 4,392 km, din centura de asteroizi. A fost descoperită pe 17 septembrie 2001 la Experimental Test Site⁠(d) de Lincoln Near-Earth Asteroid Research. 
Obiectul prezintă o orbită caracterizată de o semiaxă mare de 2,3234086 UAi, o excentricitate de 0,11, o înclinație de 6,11327 ° în raport cu ecliptica.